# Jugorskij Šar
Jugorskij Šar někdy též Jugorská úžina (rusky Югорский Шар) je průliv, který odděluje ostrov Vajgač od Jugorského poloostrova. Spojuje jižní část Pečorského a Karského moře. Délka průlivu je cca 40 km, šířka je od 2,5 do 12 km. Maximální hloubka je 36 m. V zimě celou úžinu pokrývá souvislá ledová plocha.

## Geografie
Břehy průlivu jsou strmé a skalnaté. Na březích není stromová vegetace, jen vzácně se zde vyskytuje nízce rostoucí tráva, mechy a lišejníky.
Na jihozápadním konci je úžina vymezena mysem Greben (na ostrově Vajgač) a mys Bely na pevnině. Do úžiny se vlévají dvě menší řeky Velká Aja a Malá Aja. V průlivu je několik ostrovů, největší jsou Storoževoj a Sokolij.
Na březích leží osady Jugorskij Šar a Chabarovo na pevnině a Varnek na ostrově Vajgač.

## Historie průlivu
Nejstarší dochovaný záznam o průchodu průlivem je od ruského cestovatele Uleba z Nižního Novgororu, který průlivem proplul v roce 1032. V tu dobu se o průlivu psalo jako o Železné bráně. Ruští Pomorové, obyvatelé pobřeží Bílého moře, znali tento průliv od 11. století a když v roce 1556 dorazil do této oblasti první Západoevropan, anglický mořeplavec Stephen Burrough předali mu Pomorové své znalosti o průlivu. Jugorskij Šar byl v tu dobu ale zamrzlý, Burroughovi se jím nepodařilo proplout ani přes letní období. V roce 1580 angličtí mořeplavci Arthur Pet a Charles Jackman dopluli k průlivu, prozkoumali ho, zanesli do svých map a pojmenovali ho jako Nasavský průliv (Nassau strait). Na některých anglických a nizozemských mapách je ale uveden i jako Straat van Pet (po Arhuru Petovi).
Rusové začali průliv aktivněji využívat od konce 16. století, kdy se přes něj plavili do Mangazaje. Pojmenovali ho jednoduše jako Vajgačský průliv. Úžina byla důležitou spojnicí obchodu mezi Bílým mořem a řekou Ob až do roku 1619, kdy průliv byl z politických důvodů uzavřen pro plavbu lodí. Car se obával, že na ruském pobřeží a na Sibiři může až příliš narůst vliv Angličanů a Nizozemců.
V průběhu tzv. Velké severní expedice byla úžina podrobně zmapována Stěpanem Muravjovem a Stěpanem Malyginem.
V létě roku 1893 proplul Jugorským Šarem během norské polární expedice Fridtjof Nansen. Přesnější průzkum úžiny byl proveden v letech 1893 a 1898 výpravami Leonida Dobrotvorského a Andreje Vilkického. V tu dobu se již pro úžinu používal současný název Jugorskij Šar.
Od 12. března 1941 stával v průlivu pracovněnápravný  tábor Jugorlag. Vězni se podíleli na stavbě přístavu a loděnice v Chabarovu, stavěli silnice a železnice na pobřeží průlivu. Tábor byl v roce 1942 zrušen.